# 更生灣

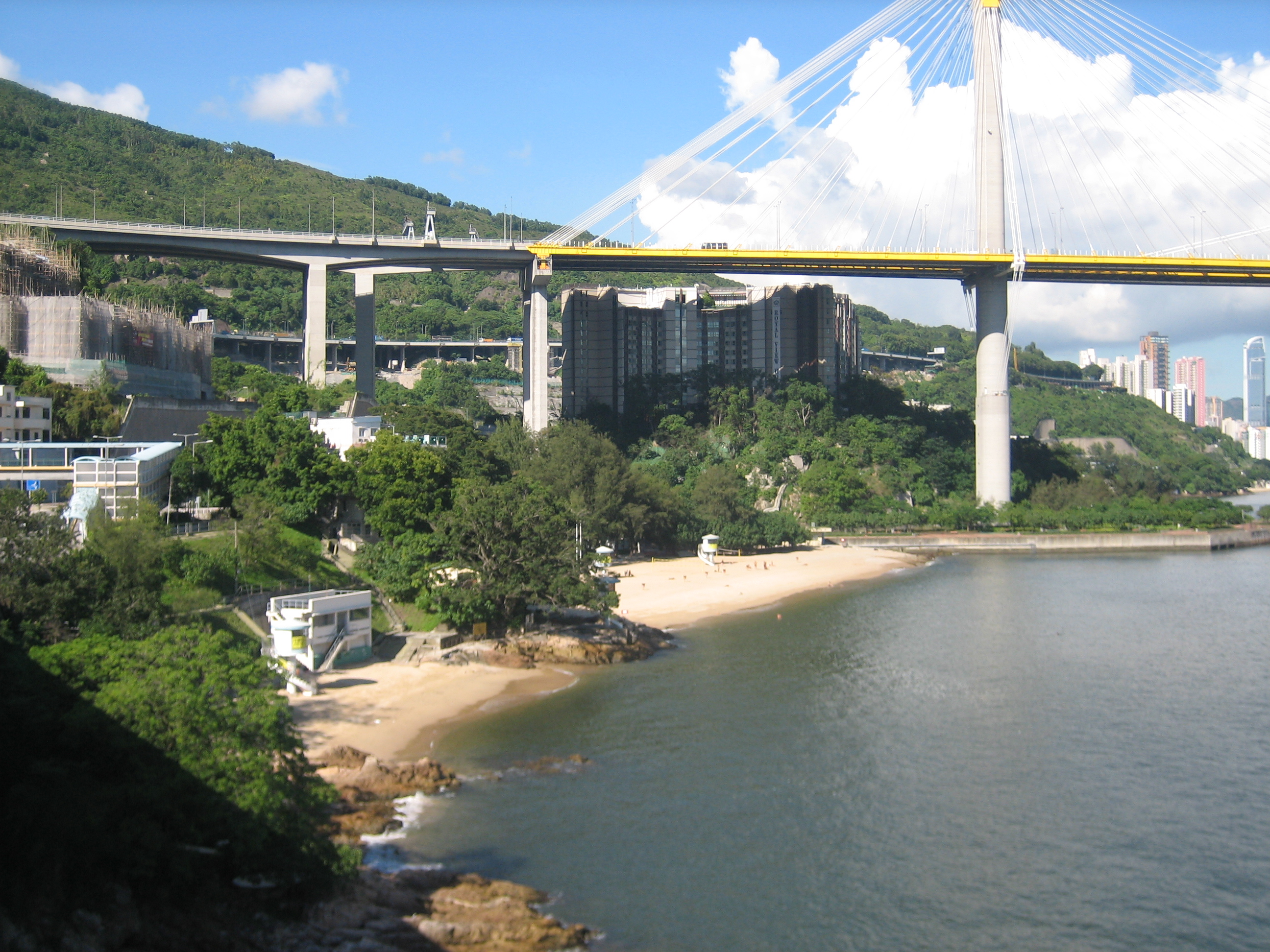
更生灣（左），圖中央為麗都灣

更生灣（英語：Casam Beach），是香港新界荃灣區麗都灣旁的一小海灘，一般都從麗都灣旁的羊腸小徑步行而達。它是荃灣區最小規模的泳灘，跑畢全程僅30秒鐘。一詞在拉丁文為小房子的意思，中文則音譯為「更生」。

## 簡介
更生灣是麗都灣旁的一個自然沙灘，它與麗都灣的距離，相若於長洲的「東灣」及「觀音灣」。

### 歷史
1975年，此泳灘被刊憲，因而同與麗都灣等泳灘共享「汀九游泳聖地」之名，在1986年至1992年間，更生灣的水質一直維持於「一般（Fair）」的水平。但於1995年，政府因考慮到汀九和青馬大橋的興建，宣布更生灣水質污染，勸喻市民勿下水。2011年，因水質改善，水質指標達到適合游泳的水平，康文署於2011年6月15日重開更生灣。同日重開的，還有同區的麗都灣、海美灣和近水灣。

### 設備
這是一個僅有泳屋的泳灘，敬請留意。衛生間及更衣室設於麗都灣，步行也要6至10分鐘，因為它是在麗都灣東端。

## 外部連結
康樂及文化事務署 ﹣泳灘位置 （页面存档备份，存于）